# Palacio Cantón - Museo regionale di antropologia e storia dello Yucatán
Il Museo di antropologia e storia dello Yucatán è il più importante museo della città di Mérida, capitale della regione dello Yucatán in Messico

Oggi il museo è ospitato all'interno delle sale di Palacio Cantón, tra i migliori esempi di architettura neoclassico-manierista oggi conservati nel centro storico della città.

## Storia dell'edificio
L'edificio, in stile “manierista-neoclassico”, venne eretto tra il 1904 e il 1911 e prende il nome Generale Francisco Canton Rosado, Governatore dello Yucatán tra il 1898 e il 1902 e proprietario di aziende agricole e le ferrovie, che lo fece costruire come residenza personale della sua famiglia.
Il generale vi abitò fino alla sua morte, avvenuta nel 1917, dopodiché il palazzo restò abitato dalla sua famiglia fino al 1932 quando, dopo un periodo di crisi economica, venne donato allo stato in cambio della cancellazione di alcuni debiti e tasse che la famiglia doveva versare, passando al governo dello Yucatán, allora guidato da Bartolomé García Correa.

Il palazzo divenne quindi prima sede della Scuola Statale delle Belle Arti, dal 1932 al 1937, dove studiò anche il celebre pittore messicano Fernando Castro Pacheco, poi sede della Scuola Hidalgo dal 1937 al 1949. Successivamente venne ristrutturato e convertito in residenza ufficiale dei governatori e restò tale fino al 1966, quando venne firmato un accordo tra il governo dello Stato e l'Istituto nazionale di antropologia e storia (INAH), per trasformare l'edificio nella sede dell'Istituto dello Yucatán di Antropologia e Storia.
L'edificio ospitava una biblioteca, un centro di ricerca, l'Accademia di lingua maya e le collezioni del Museo archeologico e storico di Yucatán, che si trovava nel seminterrato.
L'apertura ufficiale del museo avverrà solo nel 1977, quando il governo dello Stato e l'Istituto nazionale di antropologia e storia conclusero l'accordo per l'installazione delle collezioni e il funzionamento del museo.

## Descrizione dell'edificio

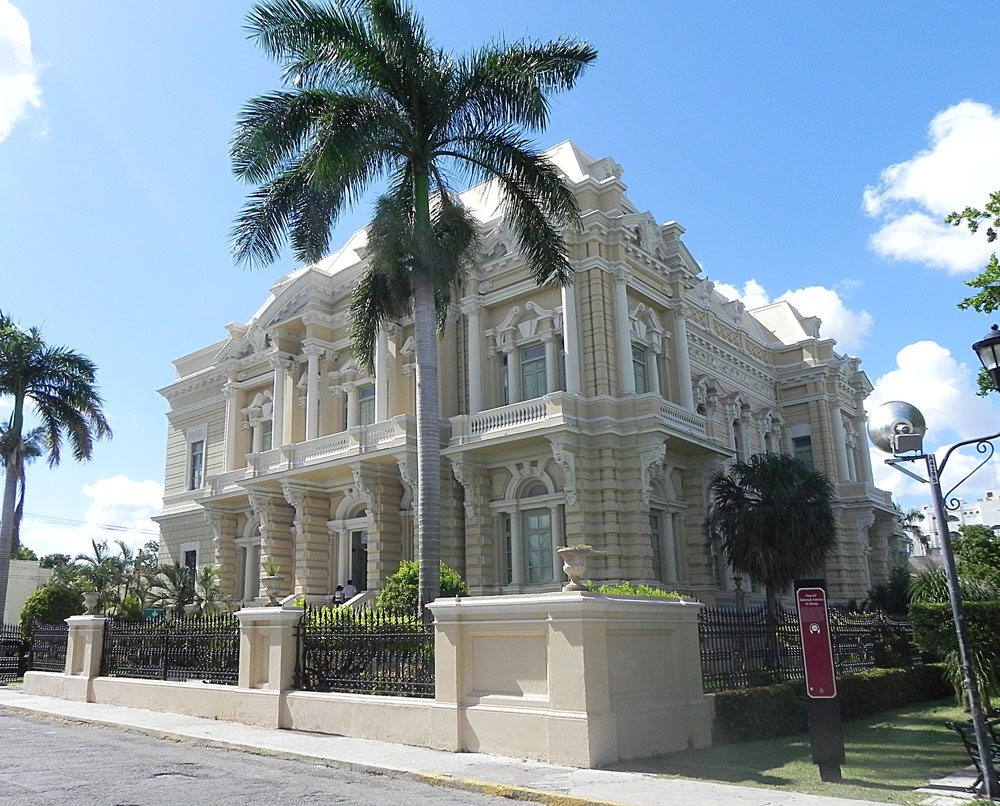
Visione esterna di Palacio Cantón

L'edificio è in stile neoclassico-manierista, ma mescola anche elementi ispirati all'architettura barocca e agli edifici della Parigi della fine del XIX secolo.

Il progetto architettonico del palazzo è opera dell'italiano Enrico Deserti, che contemporaneamente alla costruzione di Palacio Cantón progettò la costruzione del teatro Peón Contreras, mentre il lavoro è stato supervisionato dal tecnico Manuel G. Canton.
La ricchezza e lo splendore della struttura interna sono caratterizzate dall'utilizzo di marmi di diverse tonalità e dai delicati decori in gesso che caratterizzano le pareti e i soffitti.

Degne di nota sono la scalinata di marmo bianco che porta al secondo piano e le imponenti colonne doriche e ioniche che adornano le varie sale, che oltre a decorare rafforzano la divisione tra i vari spazi interni della struttura.

Il secondo piano è caratterizzato dalla presenza di un grande balcone-terrazzo dal quale si può ammirare dall'alto tutto il Paseo de Motejo, arteria centrale della vita cittadina di Mérida.

Il palazzo oggi si può considerare la costruzione più significativa di Paseo de Montejo, simbolo dell'opulenza e ricchezza economica di Mérida durante il boom dell'industria e delle haciendas di henequén (fibra tessile ottenuta dalle foglie di una pianta dell'Agave fourcroydes), ma anche testimonianza dell'arricchimento economico esploso grazie allo sfruttamento delle popolazioni maya a cavallo del '900.

## Il museo

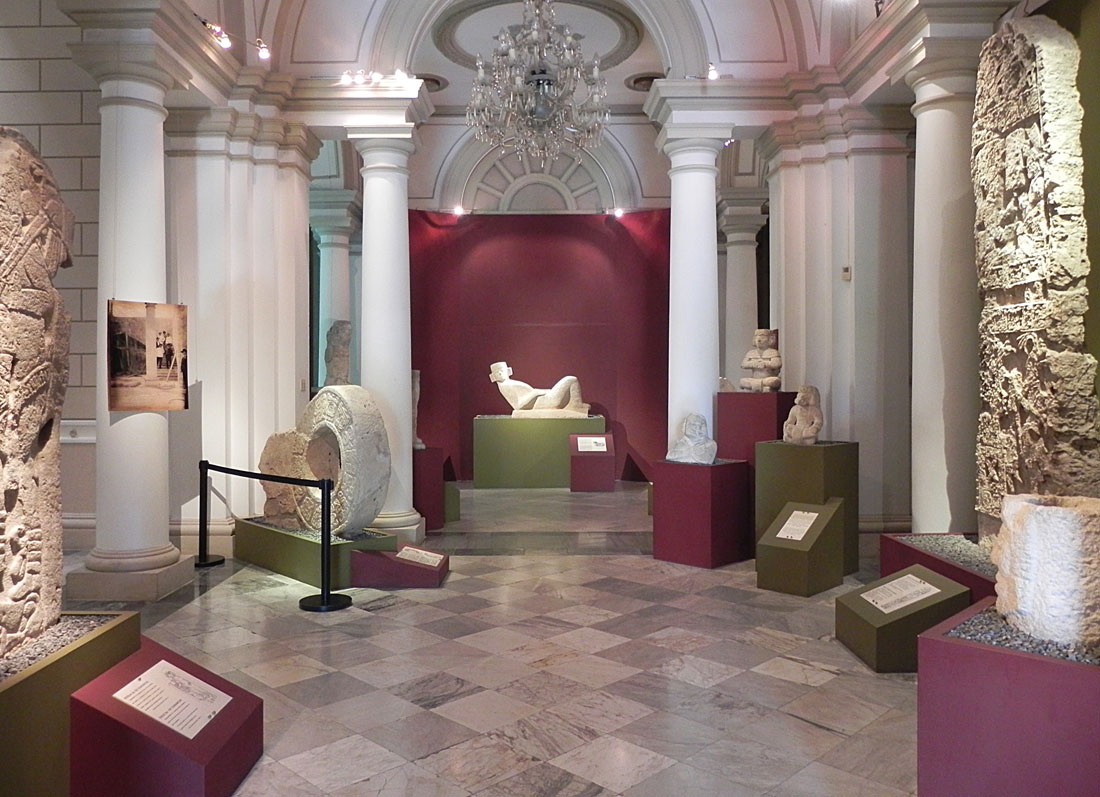
Visione generale di una delle sale del museo

La fondazione del museo dello Yucatán avvenne nel 1871 grazie al vescovo Crecencio Carrillo y Ancona che creò un'istituzione destinata a raccogliere i tesori archeologici e il patrimonio della cultura pre-ispanica, ma anche per valorizzare la flora, la fauna e i tesori naturali considerati pertinenti.
La prima sede del museo agli inizi del secolo fu la Biblioteca Centrale dell'Università dello Yucatán, sulla 50th Street, di fronte al lato occidentale della Cuartel de Dragones. Successivamente la collezione venne portata all'interno dell'edificio dell'Ateneo Peninsular ed infine alcuni anni più tardi andò ad occupare una sala adiacente alla chiesa di San Giovanni di Dio, dove rimase fino al 1958.

Nel decennio successivo, il museo archeologico dello Yucatán venne collocato nel seminterrato di Palacio Cantón e vi restò fino al 1977, quando si decise di portare le collezioni al piano terra e di adibire il palazzo a sede del museo e di mostre temporanee.
La collezione archeologica del museo è suddivisa in sette sale che danno una visione generale della vita delle popolazioni maya.

Le sale sono tematiche e si suddividono in ambiente e preistoria, l'evoluzione sociale, le città e gli stati, la visione del mondo, relazioni inter-regionali, lavoro e produzione, architettura e ingegneria civile.
La collezione raccoglie più di 500 pezzi originali provenienti da tutta la penisola dello Yucatán, tra cui sculture in pietra, compreso un importante Chac Mool, enormi monoliti istoriati, urne funerarie, oggetti rituali, vasellame, vetri, gioielli in giada e ossidiana, statuette rituali, tavole con disegni, mappe, fotografie, conchiglie e anche reperti umani.

## Galleria della collezione

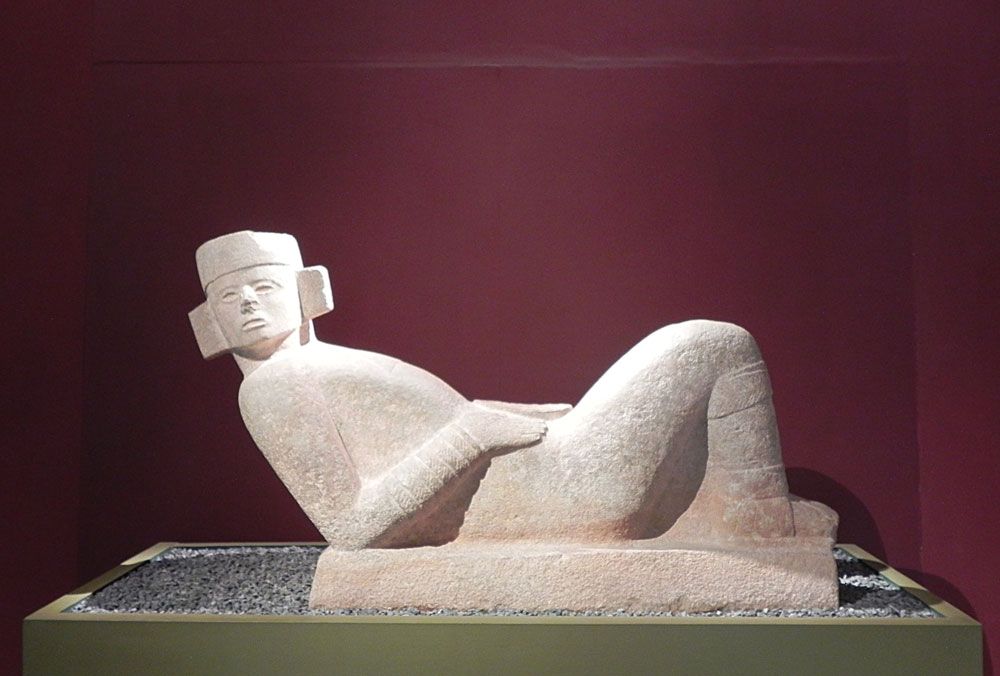
Chac Mool, scultura in pietra, 800-900 A.D.
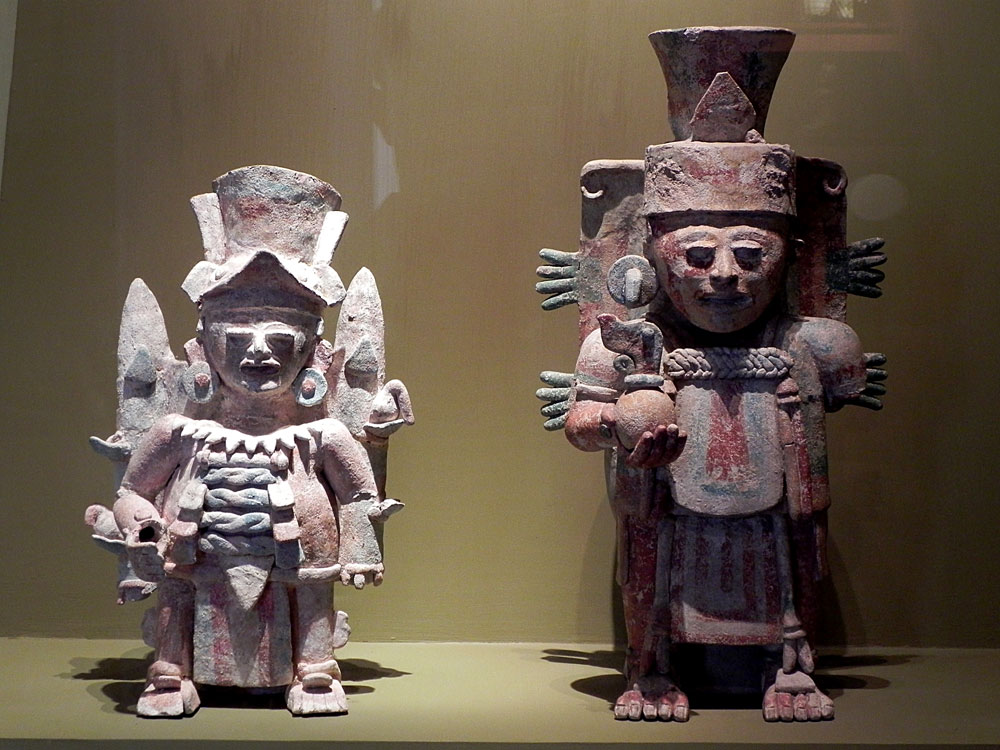
Reperti in esposizione
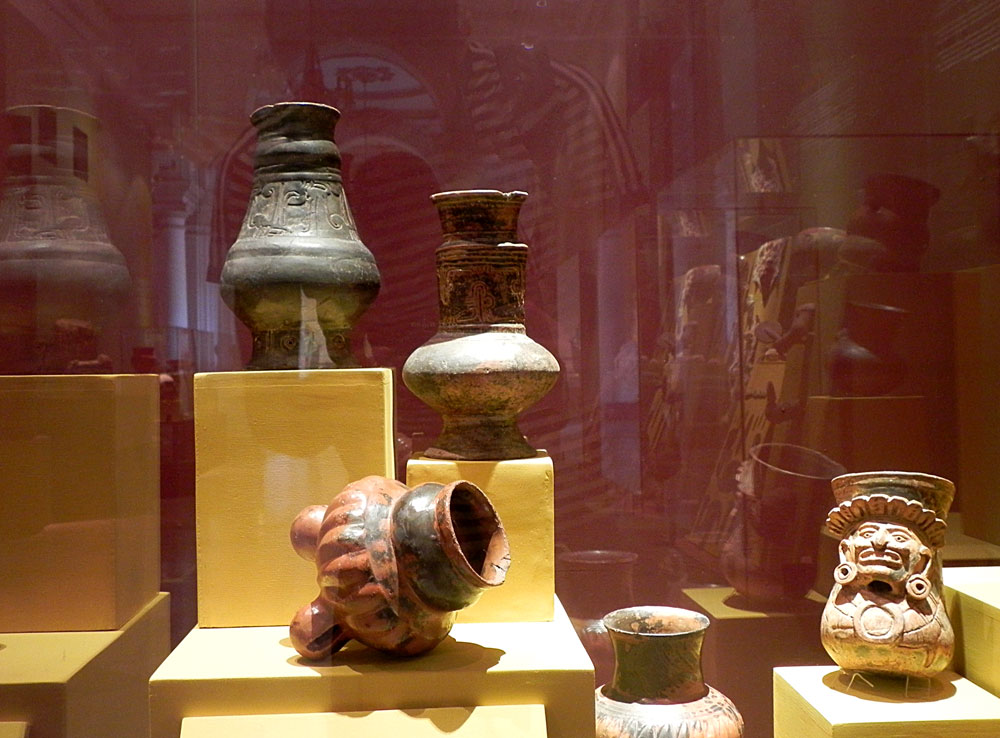
Vetrina espositiva
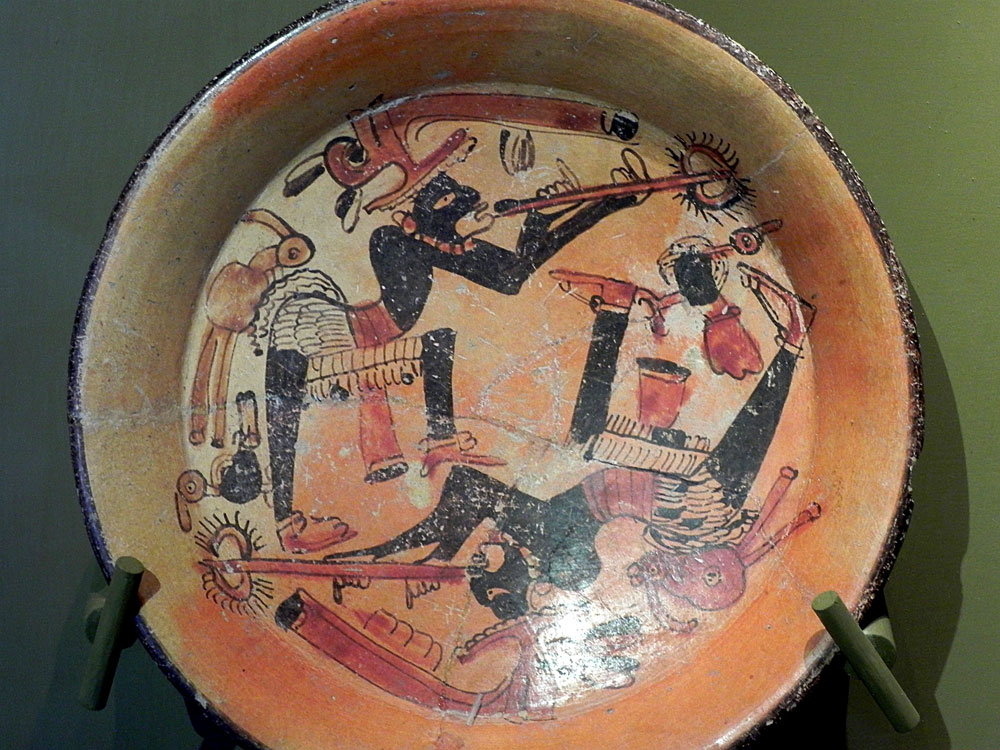
Piatto dipinto
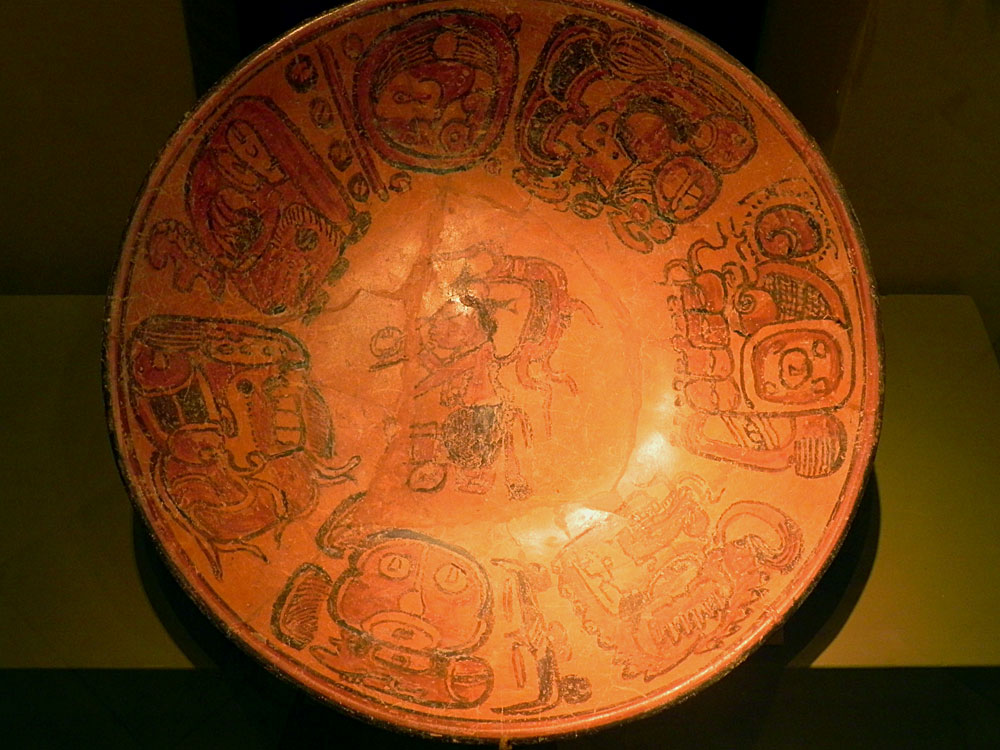
Piatto dipinto
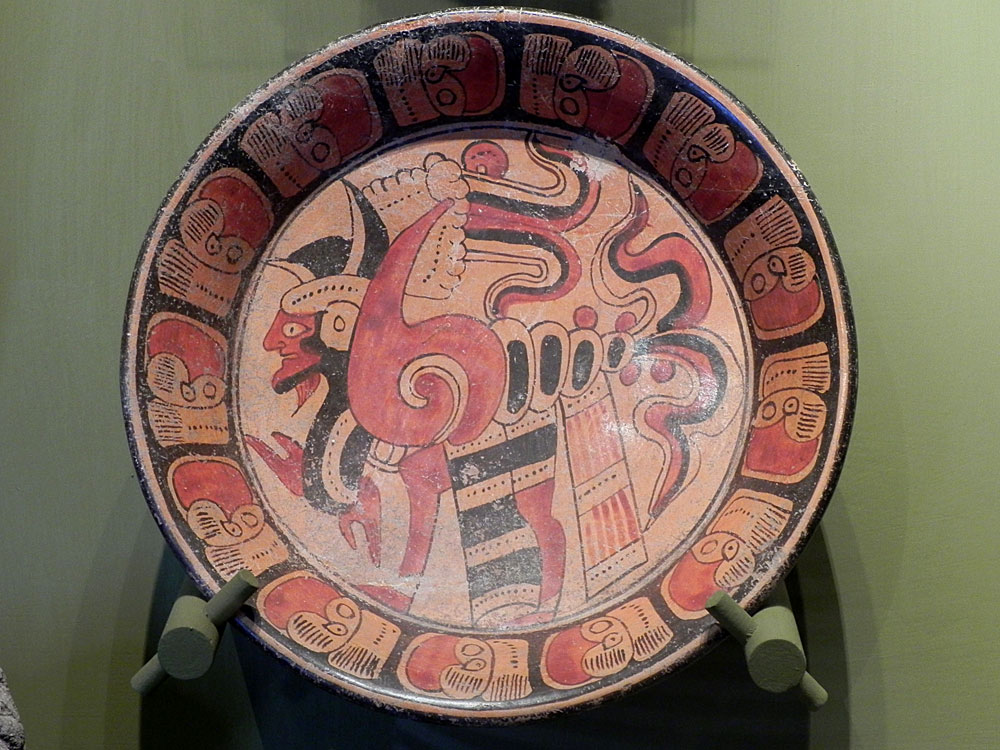
Piatto dipinto
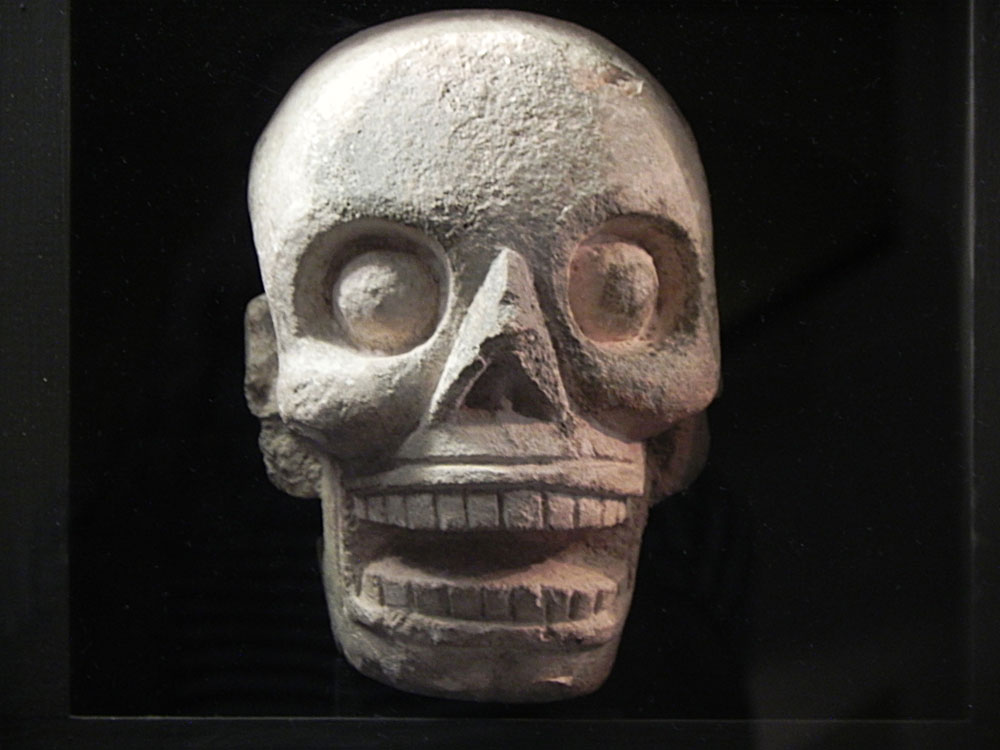
Teschio - scultura in pietra